# Такна (Аризона)
Такна (англ. Tacna) — переписна місцевість (CDP) в США, в окрузі Юма штату Аризона. Населення — 425 осіб (2020).

## Географія
Такна розташована за координатами 32°42′2″ пн. ш. 113°57′42″ зх. д. / 32.70056° пн. ш. 113.96167° зх. д. (32.700434, -113.961782).  За даними Бюро перепису населення США в 2010 році переписна місцевість мала площу 4,98 км², уся площа — суходіл.

## Демографія
Згідно з переписом 2010 року, у переписній місцевості мешкали 602 особи в 216 домогосподарствах у складі 156 родин. Густота населення становила 121 особа/км².  Було 291 помешкання (58/км²).
Расовий склад населення:
| - 68,3 % — білих - 0,8 % — корінних американців - 0,7 % — чорних або афроамериканців - 0,3 % — азіатів - 25,4 % — осіб інших рас |

До двох чи більше рас належало 4,5 %. Частка іспаномовних становила 58,0 % від усіх жителів.
За віковим діапазоном населення розподілялося таким чином: 28,1 % — особи молодші 18 років, 58,9 % — особи у віці 18—64 років, 13,0 % — особи у віці 65 років та старші. Медіана віку мешканця становила 38,6 року. На 100 осіб жіночої статі у переписній місцевості припадало 107,6 чоловіків;  на 100 жінок у віці від 18 років та старших — 104,2 чоловіків також старших 18 років.
Середній дохід на одне домашнє господарство  становив 47 777 доларів США (медіана — 31 815), а середній дохід на одну сім'ю — 52 214 долари (медіана — 32 303). За межею бідності перебувало 20,0 % осіб, у тому числі 30,5 % дітей у віці до 18 років та 7,3 % осіб у віці 65 років та старших.
Цивільне працевлаштоване населення становило 250 осіб. Основні галузі зайнятості: сільське господарство, лісництво, риболовля — 18,4 %, мистецтво, розваги та відпочинок — 16,8 %, будівництво — 14,4 %, освіта, охорона здоров'я та соціальна допомога — 13,6 %.